# Escadrille 36
La Escadrille 36 era una squadriglia che combatté nella prima guerra mondiale inquadrata nella francese Aéronautique Militaire.

## Storia
Creata il 12 ottobre 1914, la squadriglia n. 36 riceve in dotazione i Deperdussin Monocoque (DM) e prende il nome di DM 36. Sotto il comando del Cne Lapeyrouse, viene inviato in Belgio dal 18 novembre 1914. Starà lì fino alla metà dell'anno 1916.
Il 19 febbraio 1915 è equipaggiato con i Maurice Farman MF.11 ed alcuni Farman MF.7. Diventa l'MF 36 e svolge le sue missioni di ricognizione e regolazione dell'artiglieria dai campi di Koksijde e Veurne in Belgio. Il 12 marzo 1916, un equipaggio della squadriglia ottenne una prima vittoria omologata. A metà del 1916, la MF 36 riceve i Farman F.40.
Nel luglio 1917, arrivano i Sopwith 1½ Strutter quando era a Palesne-Pierrefonds. Appena un mese dopo aver ricevuto i loro nuovi aerei, la SOP 36 viene inviata al Fronte italiano (1915-1918). Rimase sul posto dal 9 agosto 1917 all'11 aprile 1918. Era di stanza all'Aeroporto di Udine-Campoformido e perse gran parte dei suoi aerei durante il suo ritiro durante la sconfitta nella Battaglia di Caporetto il 28 ottobre 1917. Viene poi messa al servizio della 47ª Divisione Alpina, dal 6 novembre 1917 ed opera al Campo di aviazione di San Pietro in Gu dal 6 dicembre.
Al 16 dicembre va a Castello di Godego ed il 28 febbraio 1918 torna a San Pietro in Gu fino all'11 aprile.
Ritornata in Francia, la 36^ riceve gli SPAD S.XVI nel giugno 1918 e diventa la squadriglia SPAbi 36. Termina la guerra con due vittorie omologate. I suoi equipaggi subirono quattro morti in azione e cinque per incidenti. La SPAbi 36 è stato premiata con tre citazioni nell'ordine del corpo. Il 27 febbraio 1919 fu definitivamente sciolta a Pars-lès-Romilly.

## Aerei
- Deperdussin Monocoque dall'ottobre 1914
- Farman MF.7 dal febbraio 1915
- Farman MF.11 dal febbraio 1915
- Farman F.40 dal 1916
- Sopwith 1½ Strutter dall'aprile 1917
- SPAD S.XVI dal giugno 1918